# Upyna (dopływ Szeszuwy)
Upyna – rzeka na Litwie, w rejonach rosieńskim i jurborskim. Prawy dopływ Szeszuwi Długość rzeki wynosi 26 kilometrów, a powierzchnia dorzecza wynosi 55 km².
Źródło rzeki znajduje się w Užkalniai. Ujście do Szeszuwi znajduje się w pobliżu Varlaukis.
Koryto rzeki meandruje, szerekość rzeki wynosi od 3 do 4 metrów, głębokość wynosi od 0,5 do 1,5 metra. Średnie nachylenie wynosi 2,88 m/km. Średni przepływ u ujścia wynosi 0,45 m³/s.